# Ungarische Eishockeyliga 1937/38
Die Saison 1937/38 war die zweite Spielzeit der ungarischen Eishockeyliga, der höchsten ungarischen Eishockeyspielklasse. Meister wurde zum insgesamt zweiten Mal in der Vereinsgeschichte BKE Budapest.

## Modus
In der Hauptrunde absolvierte jede der fünf Mannschaften insgesamt acht Spiele. Der Erstplatzierte der Hauptrunde wurde Meister. Für einen Sieg erhielt jede Mannschaft zwei Punkte, bei einem Unentschieden gab es einen Punkt und bei einer Niederlage null Punkte.

## Hauptrunde
|    | Klub            | Sp | S | U | N | Tore  | Punkte |
| -- | --------------- | -- | - | - | - | ----- | ------ |
| 1. | BKE Budapest    | 8  | 6 | 1 | 1 | 56:12 | 13     |
| 2. | BBTE Budapest   | 8  | 6 | 0 | 2 | 38:11 | 12     |
| 3. | Ferencvárosi TC | 8  | 4 | 2 | 2 | 18:8  | 10     |
| 4. | BKE Budapest II | 8  | 1 | 2 | 5 | 8:51  | 4      |
| 5. | Amateur HC      | 8  | 0 | 1 | 7 | 4:42  | 1      |

Sp = Spiele, S = Siege, U = unentschieden, N = Niederlagen, OTS = Overtime-Siege, OTN = Overtime-Niederlage, SOS = Penalty-Siege, SON = Penalty-Niederlage